# جوليا هيل (الفراشة)
جوليا لورين هيل (المعروفة بجوليا «الفراشة»، ولدت في 18 شباط عام 1974) هي ناشطة بيئية ومن الداعيين لإعادة توجيه الضريبة. عاشت جوليا في شجرة اسمتها «لونا» لمدة 738 يوم لمنع شركة Pacific Lumber Company من قطعها. الشجرة لونا طولها 55 منر وعمرها تقريبا 1500 سنة كانت منزل لجوليا من 10 ديسمبر 1997 حتى 18 ديسمبر 1999. كتبت جوليا كتاب «إرث لونا» The Legacy of Luna وقد شاركت في تأليف كتاب «واحد يصنع الفرق».

## الحياة السابقة
كان والد هيل وزيرًا متجولًا ينتقل من مدينة إلى أخرى، مصطحبًا عائلته معه. عاشت هيل في عربة يبلغ طولها 32 قدمًا (9.8 م) مع والدها ديل، ووالدتها كاثي، وإخوتها مايك ودان حتى عمر العشر سنوات. جوليا هي الطفلة الوسطى. أثناء سفرها مع عائلتها، غالبًا ما كانت هيل تستكشف الأنهار بجانب المخيمات. عندما كانت هيل تبلغ من العمر سبع سنوات، كانت هي وعائلتها يقومون بنزهة ذات يوم عندما سقطت فراشة على إصبعها وبقيت معها طوال مدة الرحلة. منذ ذلك اليوم، أصبح لقبها «الفراشة». قررت استخدام هذا لقبها لبقية حياتها.
عندما كانت هيل في المدرسة الإعدادية، توقفت عائلتها عن السفر واستقرت في جونزبورو، أركنساس. في أغسطس 1996، في سن ال 22، تعرضت هيل لحادث سيارة شبه مميت. كانت هيل في ذلك الوقت السائقة لصديقتها التي شربت. صدم سائق مخمور سيارة صديقتها من الخلف واخترق مقود السيارة جمجمة هيل. استغرق الأمر ما يقرب من عام من العلاج المكثف قبل أن تستعيد قدرتها على الكلام والمشي بشكل طبيعي. قالت:
عندما تعافيت، أدركت أن حياتي كانت غير متوازنة... لقد تخرجت من المدرسة الثانوية في سن 16، وكنت أعمل دون توقف منذ ذلك الحين، أولاً كنادلة، ثم مديرة مطعم. لقد كنت مهووسة بمهنتي ونجاحي والأشياء المادية. أيقظني الحادث على أهمية اللحظة، وفعل كل ما بوسعي لإحداث تأثير إيجابي على المستقبل. لقد وجهتني عجلة القيادة في رأسي، مجازيًا وحرفيًا، في اتجاه جديد في حياتي.
بعد ذلك بدأت هيل رحلتها لاكتشاف الروح وهذا أدى إلى انضمامها للقضية البيئية التي تعارض تدمير غابات الخشب الأحمر في مقاطعة هومبولت، كاليفورنيا.

## الجلوس في الشجرة
بعد أن تعافت من الحادث، قامت هيل برحلة برية إلى كاليفورنيا وحضرت حفل ريغي الموسيقي يهدف إلى جمع التبرعات لإنقاذ الغابات. كانت مجموعة من الحاضرين في الخطوط الأمامية تقوم بتنظيم أوقات يجلس فيها المتطوعون في الأشجار داخل وخارج منطقة الأخشاب الحمراء العملاقة في مقاطعة هومبولت. كل يومين يتم تغيير الجالسين في الأشجار لدرء قاطعي الأشجار في شركة Pacific Lumber الذين كانوا يقومون بقطع الأشجار.
أراد المنظمون أن يبقى شخص ما في الشجرة لمدة أسبوع. قال هيل: «لم يتطوع أي شخص آخر، لذا كان عليهم اصطحابي».
في الأصل، لم تكن هيل تابعة رسميًا لأي منظمة بيئية، وقررت القيام بالعصيان المدني بنفسها. بعد فترة قصيرة أصبحت هيل مدعومة من منظمة Earth First! وغيرها من المنظمات والمتطوعين. في 10 ديسمبر 1997، صعدت هيل شجرة الخشب الأحمر لونا إلى ارتفاع 180 قدمًا (55 مترًا) ومكثت فيها.
بعد ساعة ونصف من الوصول إلى قاعدة الشجرة، حصلنا على آخر المؤن. بحلول ذلك الوقت كان منتصف الليل. أخيرًا، تمكنت من ارتداء الحزام والصعود إلى لونا. بدا الأمر مرهق قبل أن أصل إلى القمة. عندما وصلت أخيرًا إلى هناك، فكّكت نفسي من الحزام وبحثت حولي عن مكان أنهار فيه.
عاشت هيل على منصتين 6 × 6 أقدام (1.8 × 1.8 م) لمدة 738 يومًا. كان جذع لونا هو رصيفها وجهاز المشي الرياضي. تعلمت هيل العديد من مهارات البقاء على قيد الحياة أثناء إقامتها في لونا، مثلا «نادرًا ما تغسل هيل باطن قدميها، لأن العصارة ساعدت قدميها على الالتصاق بالفروع بشكل أفضل.» استخدمت هيل الهواتف المحمولة التي تعمل بالطاقة الشمسية لإجراء المقابلات الإذاعية، وأصبحت مراسلة «في الشجرة» لبرنامج تلفزيون الكابل، واستضافت طواقم تلفزيونية للاحتجاج على القطع الواضح للأشجار القديمة ذات النمو البطيء. بالحبال، رفعت هيل إمدادات النجاة التي جلبها طاقم دعم مكون من ثمانية أفراد. للتدفئة، لفت هيل نفسها بإحكام في كيس نوم، ولم تترك سوى فتحة صغيرة للتنفس. بالنسبة للوجبات، استخدمت هيل موقد غاز البروبان. طوال محنتها، اجتازت هيل أمطارًا متجمدة ورياح 40 ميلاً في الساعة (64 كم / ساعة) من النينيو، مضايقات مروحية، حصار لمدة عشرة أيام من قبل حراس أمن الشركة، ومحاولة التخويف من قبل قاطعي الأشجار الغاضبين.
تم التوصل إلى قرار في عام 1999 عندما وافقت شركة Pacific Lumber على الحفاظ على لونا وجميع الأشجار داخل المنطقة العازلة بطول 200 قدم (61 مترًا). في المقابل، وافقت هيل على إخلاء الشجرة. بالإضافة إلى ذلك، تم منح مبلغ الـ 50 ألف دولار الذي جمعته هيل ونشطاء آخرون خلال القضية لشركة قطع الأشجار، كنوع من التعويض كما نص عليه القرار. جائزة Earth First بقيمة 50,000 دولار! دفعت لشركة Pacific Lumber ثم تم التبرع بها لجامعة ولاية Humboldt كجزء من اتفاقية للبحث في الغابات المستدامة.
قام المخربون في وقت لاحق بقطع الشجرة بالمنشار. تم اكتشاف جرح في الخشب الأحمر الطويل بطول 200 قدم (61 م) في نوفمبر 2000 من قبل أحد أنصار هيل. قال المراقبون في مكان الحادث إن القطع بلغ 32 بوصة (810 ملم) عمقًا و 19 قدمًا (5.8 مترًا) حول القاعدة، أي أقل بقليل من نصف محيط الشجرة. تمت معالجة الجرح بعلاج عشبي، وتم تثبيت الشجرة بكابلات فولاذية. اعتبارًا من ربيع 2007، كانت الشجرة تعمل بشكل جيد مع نمو جديد كل عام. يتسلق القائمون على الرعاية الشجرة بشكل روتيني للتحقق من حالتها والحفاظ على الأسلاك المعدنية الفولاذية.

## بعد الجلوس في الشجرة
منذ جلستها الشجرية، أصبحت هيل متحدثة تحفيزية (تعقد حوالي 250 حدثًا سنويًا)، ومؤلفة من أكثر الكتب مبيعًا، والمؤسسة المشاركة لمؤسسة Circle of Life (التي ساعدت في تنظيم We The Planet ، وهي موسيقى صديقة للبيئة Tour) و Engage Network ، وهي منظمة غير ربحية تدرب مجموعات صغيرة من القادة المدنيين على العمل من أجل التغيير الاجتماعي.

### احتجاج خط أنابيب النفط في الإكوادور
في 16 يوليو 2002، سُجنت هيل في كيتو، الإكوادور، خارج مكاتب شركة أوكسيدنتال بتروليوم، بسبب احتجاجها على اقتراح خط أنابيب نفط هدفه أن يخترق غابة أنديزية تعج بالطيور النادرة. قالت هيل: «الغابة السحابية مذهلة. إنه هذا الأخضر الغامق المورق، المتلألئ بانفجارات من اللون الأحمر والأصفر والأرجواني من الزهور والطيور والحشرات. لكن الدمار البيئي الذي رأيناه على طول خطوط الأنابيب التي تم بناؤها بالفعل كان مروعًا.» وعلقت قائلة: «تم إلقاء القبض على الصغار، بما في ذلك الببغاء العجوز الذي يتسلق الأشجار». تم ترحيل هيل لاحقًا من الإكوادور.

### إعادة توجيه الضرائب
في عام 2003، أصبحت هيل مؤيدة لإعادة توجيه الضرائب، ومقاومة لدفع حوالي 150 ألف دولار من الضرائب الفيدرالية، وأرادت التبرع بهذه الأموال لبرامج ما بعد المدرسة، والبرامج الفنية والثقافية، والحدائق المجتمعية، وبرامج الأمريكيين الأصليين، وبدائل السجن، وبرامج حماية البيئة . قالت:
أنا في الواقع آخذ الأموال التي تقول مصلحة الضرائب دائرة الإيرادات الداخلية بأنها تذهب إليهم وأعطيها إلى الأماكن التي حقا يجب أن تذهب ضرائبنا إليها. وفي رسالتي إلى مصلحة الضرائب، قلت: «أنا لا أرفض دفع ضرائبي. أنا أدفع لهم في الواقع، لكنني أدفع لهم المكان الذي ينتمون إليه لأنك ترفض القيام بذلك».

### احتجاج على بيع المزرعة
في عام 2006، احتجت هيل على بيع مزرعة ساوث سنترال في محاولة لإنقاذ المزرعة التي تبلغ مساحتها 14 فدانًا (5.7 هكتار) من المطورين.

### التطلع للمستقبل
في مقابلة أجريت في أبريل 2009، فكرت هيل في ما سيحدث لها بعد ذلك فقالت:
الجلوس والعمل على الشجرة هذا هو الدور الخاص للغاية الذي تؤديه جوليا باترفلاي هيل. ولأنني شخص ملتزم بالنمو، والبحث عن مكان تفوقي، أصبح هذا الدور الآن ضيقًا جدًا بالنسبة لي. لكن من الصعب معرفة الخطوة التالية لأن هناك هذه الحقيقة الكاملة التي تم إنشاؤها حول هذا الدور الذي ألعبه. وأنا لا أستبعد هذا الدور - لقد تمكنت من مساعدة المجتمعات التي أحبها كثيرًا. وفي الوقت نفسه، أبحث عن ما هو التالي بالنسبة لي، ومن السهل جدًا أن أبقى في هذا الدور الذي أنشأته أنا وهذا العالم معًا. لكنني أعلم فقط أن هناك جوانب منه تحتاج إلى التخلص منها.